# 921
Năm 921 là một năm trong lịch Julius.